# Frenzal Rhomb
Frenzal Rhomb és un grup de punk rock australià format a Sydney l'any 1992. Tres dels seus àlbums han figurat al top 20 de l'ARIA Charts: A Man's Not a Camel (1999), Smoko at the Pet Food Factory (2011) i Hi-Vis High Tea (2017). La banda ha fet de teloner de les gires australianes de grups com ara The Offspring, Bad Religion, NOFX i Blink-182.

## Història
El 2004, el guitarrista de Frenzal Rhomb, Lindsay McDougall, va promoure Rock against Howard, un àlbum recopilatori de grups australians com a protesta contra el govern del primer ministre John Howard. El desembre de 2010, Frenzal Rhomb es va embarcar en la gira No Sleep Til Festival amb Megadeth, Descendents, NOFX, Gwar i Dropkick Murphys.
El cantant Jay Whalley va anunciar el 26 de febrer de 2013 que el grup es va veure obligat a cancel·lar la seva gira després que li haguessin d'extirpar la tènia de l'home del cervell.
Per celebrar el 25è aniversari de trajectòria, Frenzal Rhomb va fer una gira per Austràlia el 2016. Als fans se'ls va oferir l'oportunitat de seleccionar i votar les seves cançons preferides a la pàgina de Facebook del grup. El 19 d'agost van publicar un àlbum amb el títol We Lived Like Kings, We Did Anything We Wanted.
El 15 de febrer de 2023 Frenzal Rhomb va anunciar el seu desè àlbum d'estudi, The Cup of Pestilence, que es va publicar el 7 d'abril.

## Discografia
Àlbums d'estudi
- Dick Sandwich (EP, 1993)
- Coughing up a Storm (1995)
- Not So Tough Now (1996)
- Meet the Family (1997)
- A Man's Not a Camel (1999)
- Shut Your Mouth (2000)
- Sans Souci (2003)
- Forever Malcolm Young (2006)
- Smoko at the Pet Food Factory (2011)[7]
- Hi-Vis High Tea (2017)[8]
- The Cup of Pestilence (2023)[9][10]